# Герб Сейшельських Островів

Державний герб Республіки Сейшельські Острови є щитом, унизу якого гігантська черепаха стоїть на зеленій землі. Посередині сейшельська пальма. Позаду синє море з двома островами і кораблем. Над щитом срібний шолом, над яким пролітає червонодзьобий фаетон.
Щит обрамлений двома рибами-вітрильниками. Нижче щита девіз Сейшельських
Островів на латині «Finis Coronat Opus» («Кінець — справі вінець»).